# Bappi Lahiri
Alokesh Lahiri, detto Bappi (Jalpaiguri, 27 novembre 1952 – Mumbai, 15 febbraio 2022), è stato un compositore, cantante e politico indiano.
Noto per aver introdotto la musica disco e il sintetizzatore nella musica indiana e in particolare nel cinema indiano, fu autore di colonne sonore.

## Filmografia parziale
Colonne sonore
- Nanha Shikari (1973)
- Zakhmee (1975)
- Chalte Chalte (1976)
- Aap Ki Khatir (1977)
- Toote Khilone (1978)
- Surakksha (1979) - anche cantante
- Aangan Ki Kali (1979)
- Wardat (1981) - anche cantante
- Jyoti (1981)
- Disco Dancer (1982) - anche cantante
- Namak Halaal (1982) - anche cantante
- Himmatwala (1983)
- Sharaabi (1984)
- Aitbaar (1985)
- Geraftaar (1985) - anche cantante
- Adventures of Tarzan (1985)
- Dance Dance (1987) - anche cantante
- Satyamev Jayate (1987) - anche cantante
- Commando (1988)
- Guru (1989) - anche cantante
- Ghayal (1990)
- Sailaab (1990)
- Dalaal (1993)
- Rock Dancer (1995)
- Justice Chowdhary (2000)
- Jai Veeru (2009)
- The Dirty Picture (2011)
- Gunday (2013)
- Action 3D (2013)
- Main Aur Mr. Riight (2014)

## Premi
- Filmfare Awards
  - 1985: "Best Music Director"
  - 2018: "Lifetime Achievement Award"
- Mirchi Music Awards
  - 2012: "Item Song of the Year"